# Септември (община)
Септември (болг. Община Септември) — община в Болгарии. Входит в состав Пазарджикской области. Население составляет 29 533 человека (на 21.07.05 г.).
Административный центр общины в городе Септември. Кмет общины Септември — Томи Спасов Стойчев (независимый) по результатам выборов 2007 года в правление общины.
Площадь территории общины 348,9 км², что составляет 7,8 % от территории Пазарджикской области.
По общине протекает река Марица и её приток Чепинска-Река. На территории общины есть также несколько небольших водохранилищ — в городе Ветрен и сёлах Карабунар, Славовица и Семчиново. Также есть ряд геотермальных источников в окрестностях села Варвара и близ города Ветрен, с температурой воды до 72 °С.

## Состав общины
В состав общины входят следующие населённые пункты:
1. Бошуля
2. Варвара
3. Ветрен
4. Ветрен-Дол
5. Виноградец
6. Горно-Выршило
7. Долно-Выршило
8. Злокучене
9. Карабунар
10. Ковачево
11. Лозен
12. Семчиново
13. Септември
14. Славовица